# هيلين ويلا سامويلز
هيلين ويلا سامويلز (من مواليد 1943) هي مؤرخة أمريكية وباحثة في الدراسات الأرشيفية. اشتهرت بمقالها "من يتحكم في الماضي" عام 1986، والذي قدم مفهوم استراتيجية التوثيق الأرشيفي، وكتابها " رسائل الجامعة: توثيق الكليات والجامعات الحديثة" عام 1992 .

## السيرة الذاتية
ولدت هيلين سامويلز في كوينز ، مدينة نيويورك، عام 1943. حصلت على درجة البكالوريوس في الآداب من كلية كوينز عام 1964 ودرجة الماجستير في علوم المكتبات من كلية سيمونز عام 1965. بدأت حياتها المهنية في المكتبات عام 1967 كمتخصصة في الموسيقى في مكتبة ماساتشوستس العامة في بروكلين، وعملت أمينة مكتبة للموسيقى في مكتبة هيلز في كلية رادكليف حتى عام 1972.
في عام 1972 تم تعيينها من قبل جامعة سينسيناتي لإدارة برنامج الأرشيف الناشئ، وهو مستودع مشارك في الشبكة الإقليمية للجمعية التاريخية في أوهايو . هناك تعاونت مع أعضاء هيئة التدريس في قسم التاريخ من أجل إنشاء أول أرشيف مؤسسي للجامعة،  وفي النهاية شغلت منصب رئيس المجموعات الخاصة.  في عام 1977، أصبحت أول أمينة أرشيف في معهد ماساتشوستس للتكنولوجيا ، حيث بنت مجموعة من السجلات المؤسسية لتوثيق تاريخ الجامعة. بناءً على خبرتها في هذا المنصب وبتمويل من منحة مؤسسة أندرو دبليو ميلون، كتبت Varsity Letters: Documenting Modern Colleges and Universities ، والتي نُشرت في عام 1992، وحصلت على جائزة Waldo Gifford Leland من جمعية الأرشيفيين الأمريكيين .
كان آخر منصب مهني شغلته في معهد ماساتشوستس للتكنولوجيا كمساعد خاص لنائب رئيس الجامعة. وفي هذا المنصب عملت في مجال البحث والكتابة للعديد من القضايا المتعلقة بالسياسات والمعلومات في الحرم الجامعي. كما عملت كمعلمة، ومستشارةً لمستودعات مؤسسية أخرى، وعملت في العديد من المنظمات المهنية قبل تقاعدها في عام 2006.
وفقًا لجيلين تشوب وبين برايمر، فقد أثبتت سامويلز خلال مسيرتها المهنية نفسها كصوت محترم في نظرية الأرشيف، وخاصة فيما يتعلق بتطوير التقييم في البيئة الأكاديمية وعملها في معالجة المجموعات المتعلقة بالعلوم.  وأكدت على "استراتيجية التوثيق" للتقييم واستيعاب المجموعات التي تتكون من البحث وتوثيق المجتمع ومؤسساته بطريقة نشطة ومنهجية وشاملة.

## المساهمات الرئيسية
قدمت سامويلز فكرة استراتيجية التوثيق في مقالتها المنشورة في مجلة الأرشيف الأمريكي بعنوان "من يتحكم في الماضي". وفي حين كانت المستودعات تنفذ سياسات التجميع لبعض الوقت، كانت فكرة استراتيجية التوثيق بمثابة إطار فكري جديد لتوجيه الممارسة الأرشيفية. وقد عرّفت سامويلز استراتيجية التوثيق بأنها "خطة صيغت لضمان توثيق قضية أو نشاط أو منطقة جغرافية مستمرة (على سبيل المثال، تشغيل حكومة ولاية نيويورك، والنقابات العمالية في الولايات المتحدة، وتأثير التكنولوجيا على البيئة)".  وفي حين تحكم سياسات التجميع خيارات التقييم داخل أرشيف مؤسسي فردي، فإن استراتيجية التوثيق ستستند إلى الموضوع، وتحكم هذه العملية عبر العديد من المستودعات المختلفة. وأشارت سامويلز إلى أهمية التعاون بين المؤسسات التكميلية، حيث لا يمكن لكل أرشيف حفظ سوى جزء صغير من السجلات الأرشيفية.

### التحليل الوظيفي المؤسسي
يعتبر كتاب سامويلز Varsity Letters: Documenting Modern Colleges and Universities بمثابة مقدمة لنظريتها في التحليل الوظيفي المؤسسي. أعادت هذه النظرية النظر في الطريقة الأرشيفية الشائعة لمعالجة مجموعة بناءً على الهيكل الإداري للمؤسسة وافترضت بدلاً من ذلك أن أمناء الأرشيف المؤسسيين يجب أن يعالجوا السجلات بناءً على وظيفتهم. زعمت أن الوظائف غالبًا ما تكون موزعة على الأقسام في الجامعات والمؤسسات الأخرى، وبالتالي يجب معالجة السجلات الأرشيفية وفقًا لاستخدامها. عرضت سبع وظائف مؤسسية: منح المؤهلات، ونقل المعرفة، وتعزيز التنشئة الاجتماعية، وإجراء البحوث، ودعم المؤسسة، وتوفير الخدمة العامة، وتعزيز الثقافة.  على الرغم من أن سامويلز كتبت هذا النص خصيصًا للكليات والجامعات، فقد تم تطبيق ممارسة الأرشيف للتحليل الوظيفي المؤسسي في العديد من البيئات المؤسسية الأخرى.

## منشورات مختارة
- دليل المعالجة لأرشيفات المعهد والمجموعات الخاصة، مكتبات معهد ماساتشوستس للتكنولوجيا (كامبريدج: معهد ماساتشوستس للتكنولوجيا، 1981)
- "تحليل إجراءات المعالجة: النهج القابل للتكيف" (مع كارين تي لينش)، الأرشيف الأمريكي 45 / ربيع 1982
- "من يتحكم في الماضي" الأرشيف الأمريكي المجلد 49، العدد 2 / ربيع 1986
- "جذور 128: استراتيجية توثيق افتراضية" (مع فيليب ن. ألكسندر)، الأرشيفي الأمريكي 50 / خريف 1987
- "المسؤولية الأولى للأرشيفي: أجندة بحثية لتحسين التعرف على السجلات ذات القيمة الدائمة والاحتفاظ بها" (مع ريتشارد جيه كوكس)، الأرشيفي الأمريكي 51 / الشتاء/الربيع 1988).
- "الهوية الأرشيفية لأمريكا الشمالية"، المؤتمر الأوروبي الثاني حول الإجراءات الأرشيفية، آن أربور، ميشيغان، 1989 (باريس: المؤتمر الدولي حول الأرشيف، 1989)
- رسائل الجامعة: توثيق الكليات والجامعات الحديثة . شيكاغو، إلينوي: جمعية الأرشيفيين الأمريكيين؛ ميتوشين، نيوجيرسي: دار نشر سكاركرو، 1992
- تحسين تصرفاتنا: استراتيجيات التوثيق ، Archivaria 33 (شتاء 1991-1992): 125-40
- السيطرة على الماضي: توثيق المجتمع والمؤسسات: مقالات تكريماً لهيلين ويلا سامويلز شيكاغو: جمعية الأرشيفيين الأميركيين، 2011